# 海斯 (蒙大拿州)
海斯（英語：Hays）是位於美國蒙大拿州布萊恩縣的普查規定居民點。

## 歷史
海斯的郵局自1899年營運至今。

## 人口
根據2020年美國人口普查的數據，海斯的面積為70.18平方千米，皆為陸地。當地共有人口996人，而人口密度為每平方千米14.19人。